# Золотой глобус (премия, 2008)
65-я церемония вручения наград премии «Золотой глобус»

13 января 2008
Лучший фильм (драма): 

«Искупление»
Лучший фильм (комедия или мюзикл): 

«Суини Тодд, демон-парикмахер с Флит-стрит»
Лучший драматический сериал: 

«Безумцы»
Лучший сериал (комедия или мюзикл): 

«Массовка»
Лучший мини-сериал или фильм на ТВ: 

«Лонгфорд»
< 64-я Церемонии вручения 66-я >
65-я церемония вручения наград премии «Золотой глобус» за заслуги в области кино и телевидения за 2007 год должна была состояться 13 января 2008 года, однако из-за забастовки Гильдии сценаристов США церемония не проводилась. Победители позже были объявлены на следующей день в рамках пресс-конференции в Лос-Анджелесе.
Номинанты на премию стали известны 13 декабря 2007 года.

## Победители и номинанты
Здесь приведён полный список победителей и номинантов.  Победители выделены отдельным цветом :

### Полнометражные фильмы
| Категории                                | Фотографии лауреатов                                                              | Победители и номинанты                                               |
| ---------------------------------------- | --------------------------------------------------------------------------------- | -------------------------------------------------------------------- |
| Лучший фильм (драма)                     |                                                                                   | • «Искупление»                                                       |
| Лучший фильм (драма)                     | • «Нефть»                                                                         |                                                                      |
| Лучший фильм (драма)                     | • «Гангстер»                                                                      |                                                                      |
| Лучший фильм (драма)                     | • «Майкл Клейтон»                                                                 |                                                                      |
| Лучший фильм (драма)                     | • «Порок на экспорт»                                                              |                                                                      |
| Лучший фильм (драма)                     | • «Большие спорщики»                                                              |                                                                      |
| Лучший фильм (драма)                     | • «Старикам тут не место»                                                         |                                                                      |
| Лучший фильм (комедия или мюзикл)        |                                                                                   | • «Суини Тодд, демон-парикмахер с Флит-стрит»                        |
| Лучший фильм (комедия или мюзикл)        | • «Джуно»                                                                         |                                                                      |
| Лучший фильм (комедия или мюзикл)        | • «Лак для волос»                                                                 |                                                                      |
| Лучший фильм (комедия или мюзикл)        | • «Через Вселенную»                                                               |                                                                      |
| Лучший фильм (комедия или мюзикл)        | • «Война Чарли Уилсона»                                                           |                                                                      |
| Лучший режиссёр                          |                                                                                   | • Джулиан Шнабель — «Скафандр и бабочка»                             |
| Лучший режиссёр                          | • Джо Райт — «Искупление»                                                         |                                                                      |
| Лучший режиссёр                          | • Ридли Скотт — «Гангстер»                                                        |                                                                      |
| Лучший режиссёр                          | • Итан Коэн, Джоэл Коэн — «Старикам тут не место»                                 |                                                                      |
| Лучший режиссёр                          | • Тим Бёртон — «Суини Тодд, демон-парикмахер с Флит-стрит»                        |                                                                      |
| Лучшая мужская роль (драма)              |                                                                                   | • Дэниел Дэй-Льюис — «Нефть»                                         |
| Лучшая мужская роль (драма)              | • Джеймс Макэвой — «Искупление»                                                   |                                                                      |
| Лучшая мужская роль (драма)              | • Джордж Клуни — «Майкл Клейтон»                                                  |                                                                      |
| Лучшая мужская роль (драма)              | • Вигго Мортенсен — «Порок на экспорт»                                            |                                                                      |
| Лучшая мужская роль (драма)              | • Дензел Вашингтон — «Гангстер»                                                   |                                                                      |
| Лучшая женская роль (драма)              |                                                                                   | • Джули Кристи — «Вдали от неё»                                      |
| Лучшая женская роль (драма)              | • Кира Найтли — «Искупление»                                                      |                                                                      |
| Лучшая женская роль (драма)              | • Кейт Бланшетт — «Золотой век»                                                   |                                                                      |
| Лучшая женская роль (драма)              | • Анджелина Джоли — «Сильное сердце»                                              |                                                                      |
| Лучшая женская роль (драма)              | • Джоди Фостер — «Отважная»                                                       |                                                                      |
| Лучшая мужская роль (комедия или мюзикл) |                                                                                   | • Джонни Депп — «Суини Тодд, демон-парикмахер с Флит-стрит»          |
| Лучшая мужская роль (комедия или мюзикл) | • Том Хэнкс — «Война Чарли Уилсона»                                               |                                                                      |
| Лучшая мужская роль (комедия или мюзикл) | • Филип Сеймур Хоффман — «Дикари»                                                 |                                                                      |
| Лучшая мужская роль (комедия или мюзикл) | • Джон Рейли — «Взлёты и падения: История Дьюи Кокса»                             |                                                                      |
| Лучшая мужская роль (комедия или мюзикл) | • Райан Гослинг — «Ларс и настоящая девушка»                                      |                                                                      |
| Лучшая женская роль (комедия или мюзикл) |                                                                                   | • Марион Котийяр — «Жизнь в розовом цвете»                           |
| Лучшая женская роль (комедия или мюзикл) | • Эми Адамс — «Зачарованная»                                                      |                                                                      |
| Лучшая женская роль (комедия или мюзикл) | • Эллен Пейдж — «Джуно»                                                           |                                                                      |
| Лучшая женская роль (комедия или мюзикл) | • Никки Блонски — «Лак для волос»                                                 |                                                                      |
| Лучшая женская роль (комедия или мюзикл) | • Хелена Бонэм Картер — «Суини Тодд, демон-парикмахер с Флит-стрит»               |                                                                      |
| Лучшая мужская роль второго плана        |                                                                                   | • Хавьер Бардем — «Старикам тут не место»                            |
| Лучшая мужская роль второго плана        | • Том Уилкинсон — «Майкл Клейтон»                                                 |                                                                      |
| Лучшая мужская роль второго плана        | • Джон Траволта — «Лак для волос»                                                 |                                                                      |
| Лучшая мужская роль второго плана        | • Филип Сеймур Хоффман — «Война Чарли Уилсона»                                    |                                                                      |
| Лучшая мужская роль второго плана        | • Кейси Аффлек — «Как трусливый Роберт Форд убил Джесси Джеймса»                  |                                                                      |
| Лучшая женская роль второго плана        |                                                                                   | • Кейт Бланшетт — «Меня там нет»                                     |
| Лучшая женская роль второго плана        | • Сирша Ронан — «Искупление»                                                      |                                                                      |
| Лучшая женская роль второго плана        | • Тильда Суинтон — «Майкл Клейтон»                                                |                                                                      |
| Лучшая женская роль второго плана        | • Эми Райан — «Прощай, детка, прощай»                                             |                                                                      |
| Лучшая женская роль второго плана        | • Джулия Робертс — «Война Чарли Уилсона»                                          |                                                                      |
| Лучший сценарий                          |                                                                                   | • «Старикам тут не место» — Итан Коэн, Джоэл Коэн                    |
| Лучший сценарий                          | • «Джуно» — Диабло Коди                                                           |                                                                      |
| Лучший сценарий                          | • «Искупление» — Кристофер Хэмптон                                                |                                                                      |
| Лучший сценарий                          | • «Скафандр и бабочка» — Рональд Харвуд                                           |                                                                      |
| Лучший сценарий                          | • «Война Чарли Уилсона» — Аарон Соркин                                            |                                                                      |
| Лучшая музыка к фильму                   |                                                                                   | • «Искупление» — Дарио Марианелли                                    |
| Лучшая музыка к фильму                   | • «Порок на экспорт» — Говард Шор                                                 |                                                                      |
| Лучшая музыка к фильму                   | • «В глушь» — Майкл Брук, Каки Кинг и Эдди Веддер                                 |                                                                      |
| Лучшая музыка к фильму                   | • «Бегущий за ветром» — Альберто Иглесиас                                         |                                                                      |
| Лучшая музыка к фильму                   | • «Грейс больше нет с нами» — Клинт Иствуд                                        |                                                                      |
| Лучшая песня                             |                                                                                   | • «Guaranteed» (в исполнении Эдди Веддера) — «В глушь»               |
| Лучшая песня                             | • «That’s How You Know» (в исполнении Эми Адамс) — «Зачарованная»                 |                                                                      |
| Лучшая песня                             | • «Despedida» (в исполнении Шакиры) — «Любовь во время холеры»                    |                                                                      |
| Лучшая песня                             | • «Grace Is Gone» (в исполнении Джемми Куллума) — «Грейс больше нет с нами»       |                                                                      |
| Лучшая песня                             | • «Walk Hard» (в исполнении Джона Рейли) — «Взлёты и падения: История Дьюи Кокса» |                                                                      |
| Лучший анимационный фильм                |                                                                                   | • «Рататуй»                                                          |
| Лучший анимационный фильм                | • «Симпсоны в кино»                                                               |                                                                      |
| Лучший анимационный фильм                | • «Би Муви: Медовый заговор»                                                      |                                                                      |
| Лучший фильм на иностранном языке        |                                                                                   | • «Скафандр и бабочка (Le Scaphandre et le papillon)» • Франция, США |
| Лучший фильм на иностранном языке        | • «Вожделение (Sè, Jiè)» • США, Тайвань, Гонконг, Китай                           |                                                                      |
| Лучший фильм на иностранном языке        | • «Бегущий за ветром (The Kite Runner)» • США                                     |                                                                      |
| Лучший фильм на иностранном языке        | • «Персеполис (Persepolis)» • США, Франция                                        |                                                                      |
| Лучший фильм на иностранном языке        | • «4 месяца, 3 недели и 2 дня (4 luni, 3 saptamani si 2 zile)» • Румыния          |                                                                      |

### Телевизионные проекты
| Категории                                                                 | Фотографии лауреатов                               | Победители и номинанты                    |
| ------------------------------------------------------------------------- | -------------------------------------------------- | ----------------------------------------- |
| Лучший телевизионный сериал (драма)                                       |                                                    | • «Безумцы»                               |
| Лучший телевизионный сериал (драма)                                       | • «Схватка»                                        |                                           |
| Лучший телевизионный сериал (драма)                                       | • «Тюдоры»                                         |                                           |
| Лучший телевизионный сериал (драма)                                       | • «Большая любовь»                                 |                                           |
| Лучший телевизионный сериал (драма)                                       | • «Доктор Хаус»                                    |                                           |
| Лучший телевизионный сериал (драма)                                       | • «Анатомия страсти»                               |                                           |
| Лучший телевизионный сериал (комедия или мюзикл)                          |                                                    | • «Массовка»                              |
| Лучший телевизионный сериал (комедия или мюзикл)                          | • «Студия 30»                                      |                                           |
| Лучший телевизионный сериал (комедия или мюзикл)                          | • «Красавцы»                                       |                                           |
| Лучший телевизионный сериал (комедия или мюзикл)                          | • «Плейбой из Калифорнии»                          |                                           |
| Лучший телевизионный сериал (комедия или мюзикл)                          | • «Мёртвые до востребования»                       |                                           |
| Лучшая мужская роль в телевизионном сериале (драма)                       |                                                    | • Джон Хэмм — «Безумцы»                   |
| Лучшая мужская роль в телевизионном сериале (драма)                       | • Хью Лори — «Доктор Хаус»                         |                                           |
| Лучшая мужская роль в телевизионном сериале (драма)                       | • Майкл Си Холл — «Декстер»                        |                                           |
| Лучшая мужская роль в телевизионном сериале (драма)                       | • Билл Пэкстон — «Большая любовь»                  |                                           |
| Лучшая мужская роль в телевизионном сериале (драма)                       | • Джонатан Рис-Майерс — «Тюдоры»                   |                                           |
| Лучшая женская роль в телевизионном сериале (драма)                       |                                                    | • Глен Клоуз — «Схватка»                  |
| Лучшая женская роль в телевизионном сериале (драма)                       | • Эди Фалко — «Клан Сопрано»                       |                                           |
| Лучшая женская роль в телевизионном сериале (драма)                       | • Салли Филд — «Братья и сёстры»                   |                                           |
| Лучшая женская роль в телевизионном сериале (драма)                       | • Холли Хантер — «Спасите Грейс»                   |                                           |
| Лучшая женская роль в телевизионном сериале (драма)                       | • Кира Седжвик — «Ищейка»                          |                                           |
| Лучшая женская роль в телевизионном сериале (драма)                       | • Патрисия Аркетт — «Медиум»                       |                                           |
| Лучшая женская роль в телевизионном сериале (драма)                       | • Минни Драйвер — «Богатство»                      |                                           |
| Лучшая мужская роль в телевизионном сериале (комедия или мюзикл)          |                                                    | • Дэвид Духовны — «Плейбой из Калифорнии» |
| Лучшая мужская роль в телевизионном сериале (комедия или мюзикл)          | • Ли Пейс — «Мёртвые до востребования»             |                                           |
| Лучшая мужская роль в телевизионном сериале (комедия или мюзикл)          | • Рики Джервейс — «Массовка»                       |                                           |
| Лучшая мужская роль в телевизионном сериале (комедия или мюзикл)          | • Стив Карелл — «Офис»                             |                                           |
| Лучшая мужская роль в телевизионном сериале (комедия или мюзикл)          | • Алек Болдуин — «Студия 30»                       |                                           |
| Лучшая женская роль в телевизионном сериале (комедия или мюзикл)          |                                                    | • Тина Фей — «Студия 30»                  |
| Лучшая женская роль в телевизионном сериале (комедия или мюзикл)          | • Кристина Эпплгейт — «Кто такая Саманта?»         |                                           |
| Лучшая женская роль в телевизионном сериале (комедия или мюзикл)          | • Америка Феррера — «Дурнушка»                     |                                           |
| Лучшая женская роль в телевизионном сериале (комедия или мюзикл)          | • Анна Фрил — «Мёртвые до востребования»           |                                           |
| Лучшая женская роль в телевизионном сериале (комедия или мюзикл)          | • Мэри-Луиз Паркер — «Дурман»                      |                                           |
| Лучший мини-сериал или телефильм                                          |                                                    | • «Лонгфорд»                              |
| Лучший мини-сериал или телефильм                                          | • «Компания»                                       |                                           |
| Лучший мини-сериал или телефильм                                          | • «Состояние внутри»                               |                                           |
| Лучший мини-сериал или телефильм                                          | • «Пять дней»                                      |                                           |
| Лучший мини-сериал или телефильм                                          | • «Схороните моё сердце в Вундед-Ни»               |                                           |
| Лучшая мужская роль (мини-сериал или телефильм)                           |                                                    | • Джим Бродбент — «Лонгфорд»              |
| Лучшая мужская роль (мини-сериал или телефильм)                           | • Джеймс Несбитт — «Джекил»                        |                                           |
| Лучшая мужская роль (мини-сериал или телефильм)                           | • Джейсон Айзекс — «Состояние внутри»              |                                           |
| Лучшая мужская роль (мини-сериал или телефильм)                           | • Эрнест Боргнайн — «Дедушка на Рождество»         |                                           |
| Лучшая мужская роль (мини-сериал или телефильм)                           | • Адам Бич — «Схороните моё сердце в Вундед-Ни»    |                                           |
| Лучшая женская роль (мини-сериал или телефильм)                           |                                                    | • Куин Латифа — «Жизнеобеспечение»        |
| Лучшая женская роль (мини-сериал или телефильм)                           | • Рут Уилсон — «Джейн Эйр»                         |                                           |
| Лучшая женская роль (мини-сериал или телефильм)                           | • Сисси Спэйсек — «Картинки Холлис Вудс»           |                                           |
| Лучшая женская роль (мини-сериал или телефильм)                           | • Дебра Мессинг — «Развод по-голливудски»          |                                           |
| Лучшая женская роль (мини-сериал или телефильм)                           | • Брайс Даллас Ховард — «Как вам это понравится»   |                                           |
| Лучшая мужская роль второго плана (мини-сериал, телесериал или телефильм) |                                                    | • Джереми Пивен — «Красавцы»              |
| Лучшая мужская роль второго плана (мини-сериал, телесериал или телефильм) | • Кевин Диллон — «Красавцы»                        |                                           |
| Лучшая мужская роль второго плана (мини-сериал, телесериал или телефильм) | • Энди Серкис — «Лонгфорд»                         |                                           |
| Лучшая мужская роль второго плана (мини-сериал, телесериал или телефильм) | • Тед Дэнсон — «Схватка»                           |                                           |
| Лучшая мужская роль второго плана (мини-сериал, телесериал или телефильм) | • Уильям Шетнер — «Юристы Бостона»                 |                                           |
| Лучшая мужская роль второго плана (мини-сериал, телесериал или телефильм) | • Дональд Сазерленд — «Грязные мокрые деньги»      |                                           |
| Лучшая женская роль второго плана (мини-сериал, телесериал или телефильм) |                                                    | • Саманта Мортон — «Лонгфорд»             |
| Лучшая женская роль второго плана (мини-сериал, телесериал или телефильм) | • Роуз Бирн — «Схватка»                            |                                           |
| Лучшая женская роль второго плана (мини-сериал, телесериал или телефильм) | • Кэтрин Хайгл — «Анатомия страсти»                |                                           |
| Лучшая женская роль второго плана (мини-сериал, телесериал или телефильм) | • Джейми Прессли — «Меня зовут Эрл»                |                                           |
| Лучшая женская роль второго плана (мини-сериал, телесериал или телефильм) | • Рэйчел Гриффитс — «Братья и сёстры»              |                                           |
| Лучшая женская роль второго плана (мини-сериал, телесериал или телефильм) | • Анна Пакуин — «Схороните моё сердце в Вундед-Ни» |                                           |